# Delegación de Valdivia
| Delegación de Valdivia   | Delegación de Valdivia |
| ------------------------ | ---------------------- |
| Cabecera:                | Ciudad de Valdivia     |
| Cabildo o Municipalidad: | - Valdivia             |
| Ubicación                |                        |
|                          |                        |

Delegación de Valdivia, es una división territorial de Chile. Corresponde al antiguo Partido de Valdivia, luego de su reíncorporación a Chile, que con la Constitución de 1823, cambia de denominación.
Su cabecera estaba en la Ciudad de Valdivia. 
Con la ley de 30 de agosto de 1826, que organiza la República, integra parte de la Antigua Provincia de Valdivia. 
Con la Constitución de 1833, pasa a denominarse Departamento de Valdivia

## Límites
La Delegación de Osorno limitaba:
- Al Sur con la Delegación de Osorno

Desde 1826:
- Al Norte con la Provincia de Concepción
- Al Sur con la Delegación de La Unión.